# Телевизор Samsung, Видеомагнитофон Samsung и Спутниковый ресивер Триколор ТВ DRE-5000
Телевизор Samsung, Видеомагнитофон Samsung и Спутниковый ресивер Триколор ТВ DRE-5000. Видео снято в бане с 1 марта 2020 по 20 июля 2020 года. Видео: Обзор телевизора Samsung Видео: Обзор видеомагнитофона Samsung Видео: Обзор спутникового ресивера Триколор ТВ DRE-5000 Видео: Новости (Первый канал, 01.03.2011) Описание: VHS PAL SP PAL Hi-Fi Stereo Sony E-180, Видео: Вести (Россия 1, 01.03.2011) Описание: VHS PAL SP PAL Hi-Fi Stereo Sony E-180, Видео: Вести-Спорт (Россия 2, 01.03.2011) Описание: VHS PAL SP PAL Hi-Fi Stereo Sony E-180, Видео: Сегодня (НТВ, 01.03.2011) Описание: VHS PAL SP PAL Hi-Fi Stereo Sony E-180, Видео: Сейчас (Пятый канал, 01.03.2011) Описание: VHS PAL SP PAL Hi-Fi Stereo Sony E-180, Видео: Новости культуры (Россия К, 01.03.2011) Описание: VHS PAL SP PAL Hi-Fi Stereo Sony E-180, Видео: События (ТВЦ, 01.03.2011) Описание: VHS PAL SP PAL Hi-Fi Stereo Sony E-180, Видео: Новости 24 (РЕН ТВ, 01.03.2011) Описание: VHS PAL SP PAL Hi-Fi Stereo Sony E-180, Видео: Мультфильмы (ТВ-3, 01.03.2011) Описание: VHS PAL SP PAL Hi-Fi Stereo Sony E-180, Мультфильмы (Муз ТВ, 01.03.2011) Описание: VHS PAL SP PAL Hi-Fi Stereo Sony E-180, Видео: Любимые мультфильмы (ДТВ, 01.03.2011) Описание: VHS PAL SP PAL Hi-Fi Stereo Sony E-180, Видео: Baby Time (Bridge TV, 01.03.2011) Описание: VHS PAL SP PAL Hi-Fi Stereo Sony E-180, Видео: Baby Time (Rusong TV, 01.03.2011) Описание: VHS PAL SP PAL Hi-Fi Stereo Sony E-180, Рекламный блок (Bridge TV, 01.03.2011) Описание: VHS PAL SP PAL Hi-Fi Stereo Sony E-180, Рекламный блок (Rusong TV, 01.03.2011) Описание: VHS PAL SP PAL Hi-Fi Stereo Sony E-180, Видео: Фрагмент эфира (RTG TV, 01.03.2011) Описание: VHS PAL SP PAL Hi-Fi Stereo Sony E-180
1. ↑  YouTube. www.youtube.com. Дата обращения: 16 августа 2025.